# به نام تو
«به نام تو» (هندی: तेरे नाम) یا فقط به خاطر تو یک فیلم درام، رمانتیک و عاشقانه هندی است که در سال ۲۰۰۳ منتشر شد. از بازیگران آن می‌توان به سلمان خان و بومیکا چاولا اشاره کرد.

## خلاصه داستان
رادهی موهان(سلمان خان) یک دانشجوی فارغ‌التحصیل شده شر است که اهل دعوا است. او عاشق دختری به نام نیرجارا(بومیکا چاولا) می‌شود. موهان بر اساس یک سوءتفاهم با یک خلافکار درمی‌افتد که باعث جنگ با او می‌شود. مشکلات بسیاری به وجود می‌آید و…